# Ungesäuertes Brot

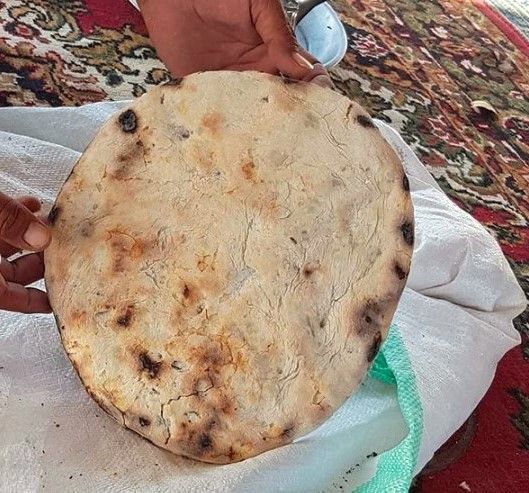
Arboud Brot aus dem Wadi Faynan, Jordanien

Ungesäuertes Brot besteht aus Teig, der ohne den Einsatz von Triebmitteln wie Hefe (Sauerteig) zubereitet wird.
Im einfachsten Fall wird nur Mehl und Flüssigkeit wie Wasser, Öl oder Milch verrührt. Diese Zubereitungsart ist auf allen Kontinenten verbreitet, es gibt eine Vielzahl von Brotsorten und Gerichten. Ungesäuertes Brot ist im Judentum und Christentum von Bedeutung und wurde mehrfach als Immaterielles Kulturerbe der Menschheit anerkannt (Liste von Brotsorten). In der weiteren abrahamitischen Religion des Islams, gibt es keine religiösen Traditionen, die ungesäuertes Brot in den Mittelpunkt stellen, z. B. in Verbindung mit einem spezifischen Fest oder Ritual.

## Beschreibung
Ungesäuerte Brote sind im Allgemeinen Fladenbrote; allerdings sind nicht alle Fladenbrote ungesäuert. Ungesäuertes Brot wie Tortilla und Roti sind Grundnahrungsmittel in Mittelamerika bzw. Südasien, es ist aber auch in Afrika verbreitet und hat Eingang in die europäische Küche gefunden. In den Vereinigten Staaten ist es als Snack beliebt.
Ungesäuertes Brot spielt eine wichtige Rolle in der jüdischen Religion, der christlichen Liturgie und der eucharistischen Theologie.

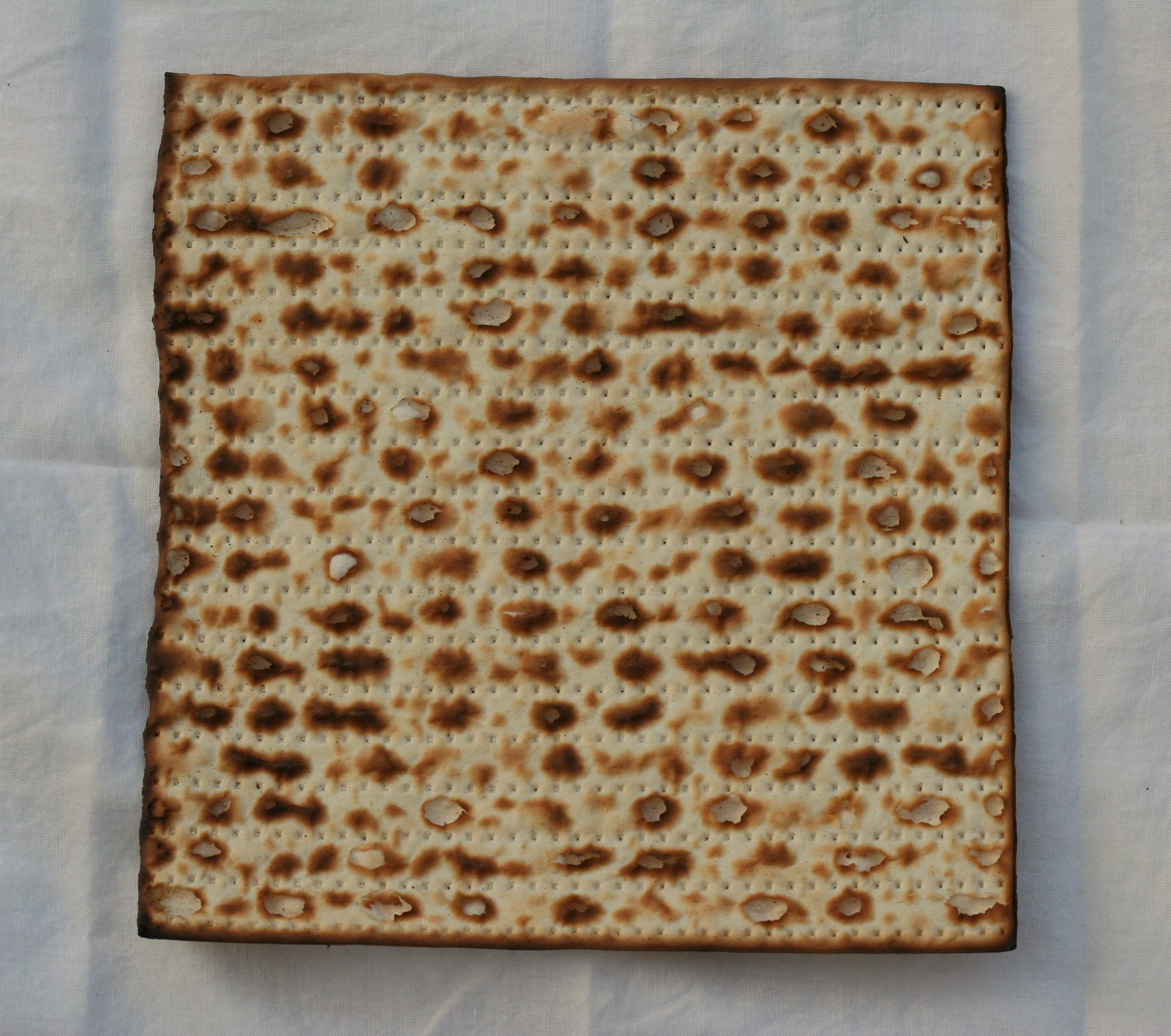
„Holyland“ Matze, in Jerusalem hergestellt

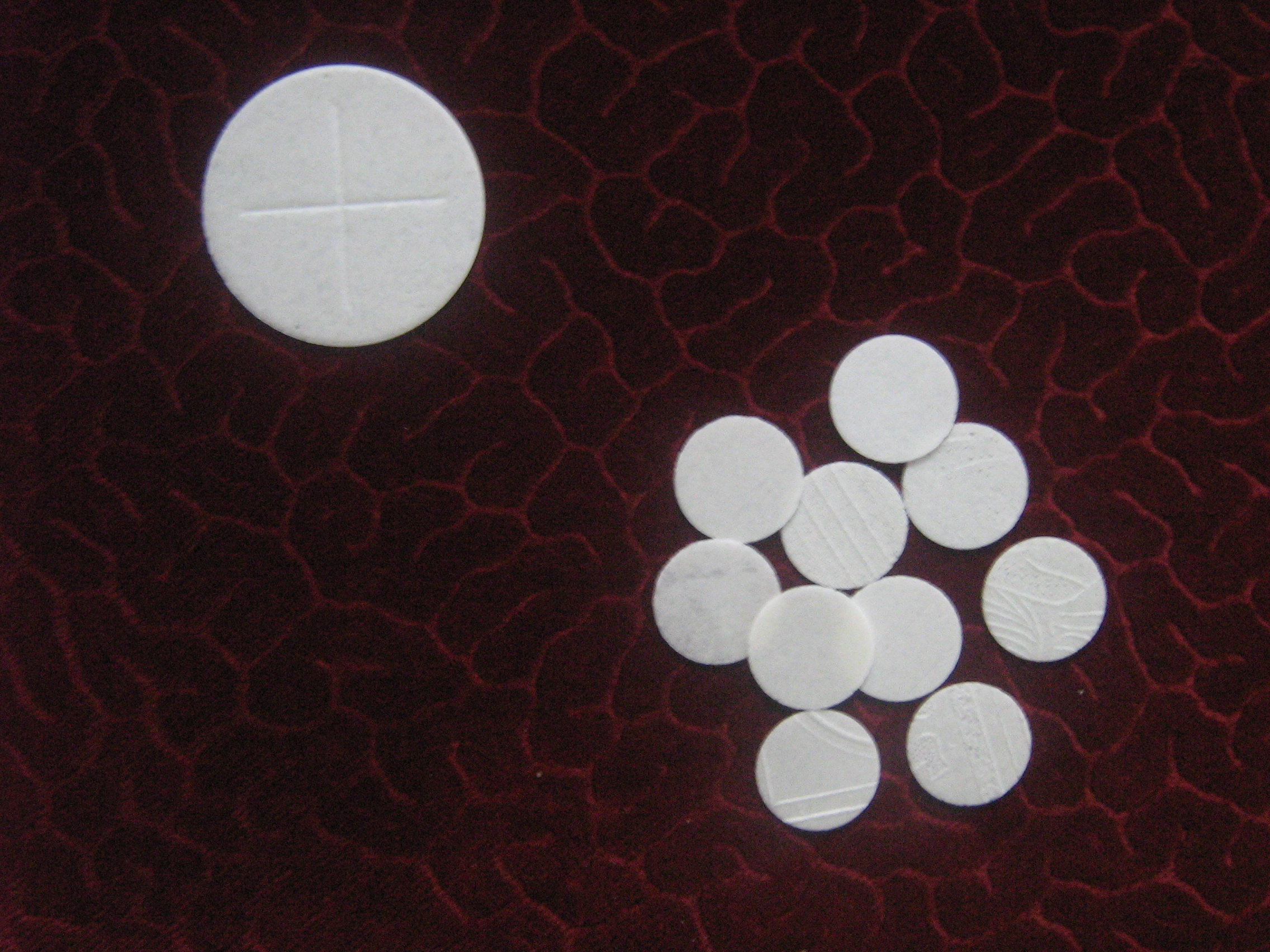
Hostien aus Azymen zur Feier der Eucharistie in der römisch-katholischen Kirche und anderen westlichen Kirchen.

## Religiöse Bedeutung

### Judentum
Im Judentum hat ungesäuertes Brot eine symbolische Bedeutung. Juden konsumieren während des Pessachfestes ungesäuerte Matze, wie in Exodus (hebräisch שְׁמוֹת Schemot, deutsch ‚Namen‘), Ex 12,18  geboten. Gemäß der Tora in der Hebräischen Bibel mussten die Israeliten bei ihrem Exodus Ägypten so eilig verlassen, dass sie keine Zeit hatten, ihr Brot aufgehen zu lassen; Ex 12,33–34 . Pessach, auch „Fest der ungesäuerten Brote“ genannt, ist ein zentrales jüdisches Fest, bei dem der Verzehr von ungesäuertem Brot (Mazzot) einen wichtigen Teil des Festes ausmacht. Im Talmud wird der Verzehr von Hametz (hebräisch חָמֵץ chametz, deutsch ‚gesäuerte Brote‘) während Pessach streng verboten und es wird traditionell vor dem Fest aus dem Haus entfernt (durch Reinigung, Verbrennen oder symbolischen Verkauf). Zur Erinnerung daran wird beim Sedermahl (hebräisch סֵדֶר seder, deutsch ‚Ordnung‘) ungesäuertes Brot verwendet. Dem Fest geht ein intensiver Hausputz voraus, der vor allem den Zweck hat, „sauerteigverdächtige“ Rückstände zu beseitigen.

### Christentum, Westkirchen
Im Neuen Testament greift Paulus diesen Festbrauch auf und deutet ihn ethisch (1 Kor 5,6–8 ).
Das kanonische Recht der lateinischen Teilkirche der römisch-katholischen Kirche schreibt die Verwendung von ungesäuertem Brot (auch Azyma genannt) für die eucharistischen Hostien vor. Einige protestantische Kirchen folgen dieser Praxis, während andere entweder ungesäuertes Brot, Oblaten oder gewöhnliches (gesäuertes) Brot verwenden, abhängig von den Traditionen ihrer jeweiligen Konfession und den örtlichen Gebräuchen.

### Christentum, Ostkirchen
Im Gegensatz dazu verbieten die meisten Ostkirchen ausdrücklich die Verwendung von ungesäuertem Brot (griechisch: azymos artos) für die Eucharistie. Sie assoziieren ungesäuertes Brot mit dem Alten Testament und erlauben als Symbol des Neuen Bundes im Blut Christi nur Brot mit Hefe. Tatsächlich gilt diese Unterscheidung als einer der drei Streitpunkte, die traditionell (zusammen mit den Fragen des Petrusprimats und dem Filioque im Nizäisch-Konstantinopolitanischen Glaubensbekenntnis) als Ursachen für das Große Schisma von 1054 zwischen östlichen und westlichen Kirchen angesehen wurden.

## Ungesäuerte Brotsorten

### Afrika
- Arboud – ungesäuertes Brot aus Weizenmehl, gebacken in der Glut eines Lagerfeuers, traditionell unter arabischen Beduinen[6]
- Bataw – Ungesäuertes Brot aus Gerste, Mais oder Weizen, traditionell in Ägypten.[7]

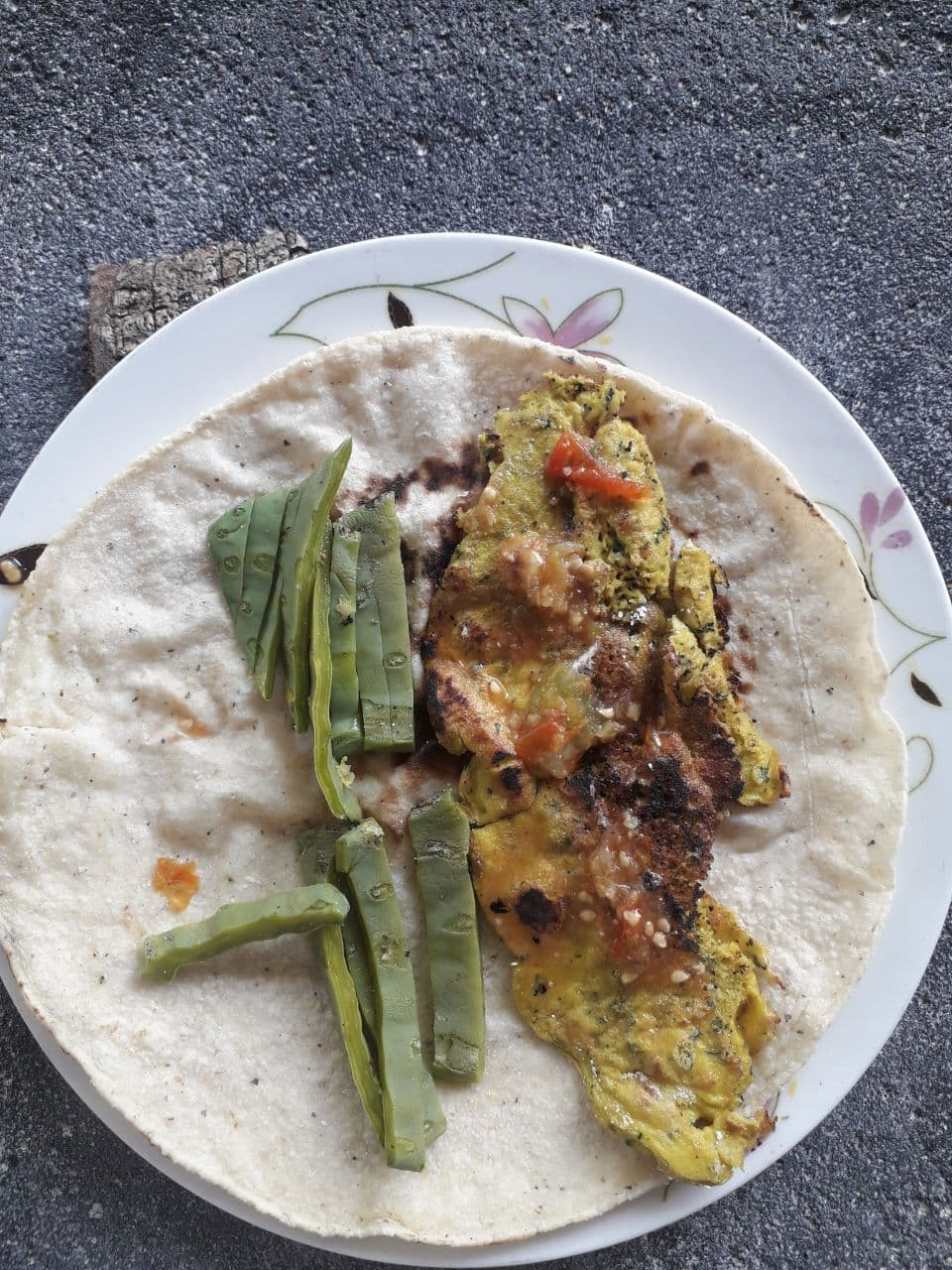
Eieromelett auf Maistortilla mit Molcajete-Sauce und geröstetem Kaktus

### Amerika
- Arepa aus Mais und Maismehl, ursprünglich aus Kolumbien und Venezuela.
- Fritos und ähnliche Maischips – technisch gesehen eine Art ungesäuertes Brot, auch wenn Fritos gemeinhin nicht als solche angesehen werden – sind in den Vereinigten Staaten ein beliebter Snack.
- Tortilla – mesoamerikanisches/mexikanisches Fladenbrot
- Tortilla de Rescoldo – Chilenisches ungesäuertes Brot aus Weizenmehl, traditionell in den Kohlen eines Lagerfeuers gebacken.

### Asien

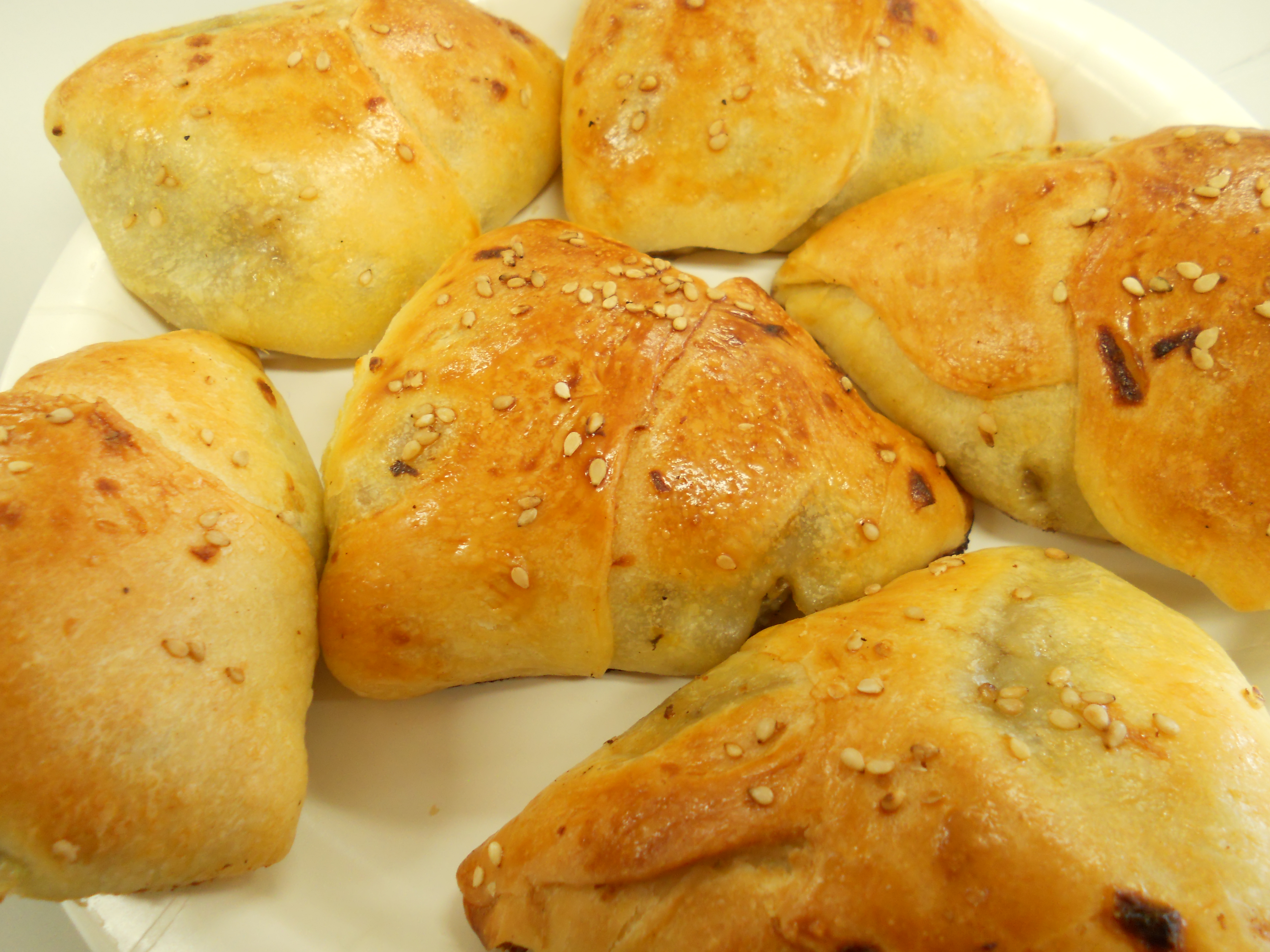
uigurisches Samsa mit Sesam

- Kitcha – eine äthiopische Fladenbrotsorte, die hauptsächlich im traditionellen Fit-Fit- oder Chechebsa-Gericht verwendet wird.[8]
- Lavash (normalerweise gesäuert, gelegentlich aber auch ungesäuert) – armenisches Fladenbrot, das auf der Liste des immateriellen Kulturerbes der UNESCO steht.[9]

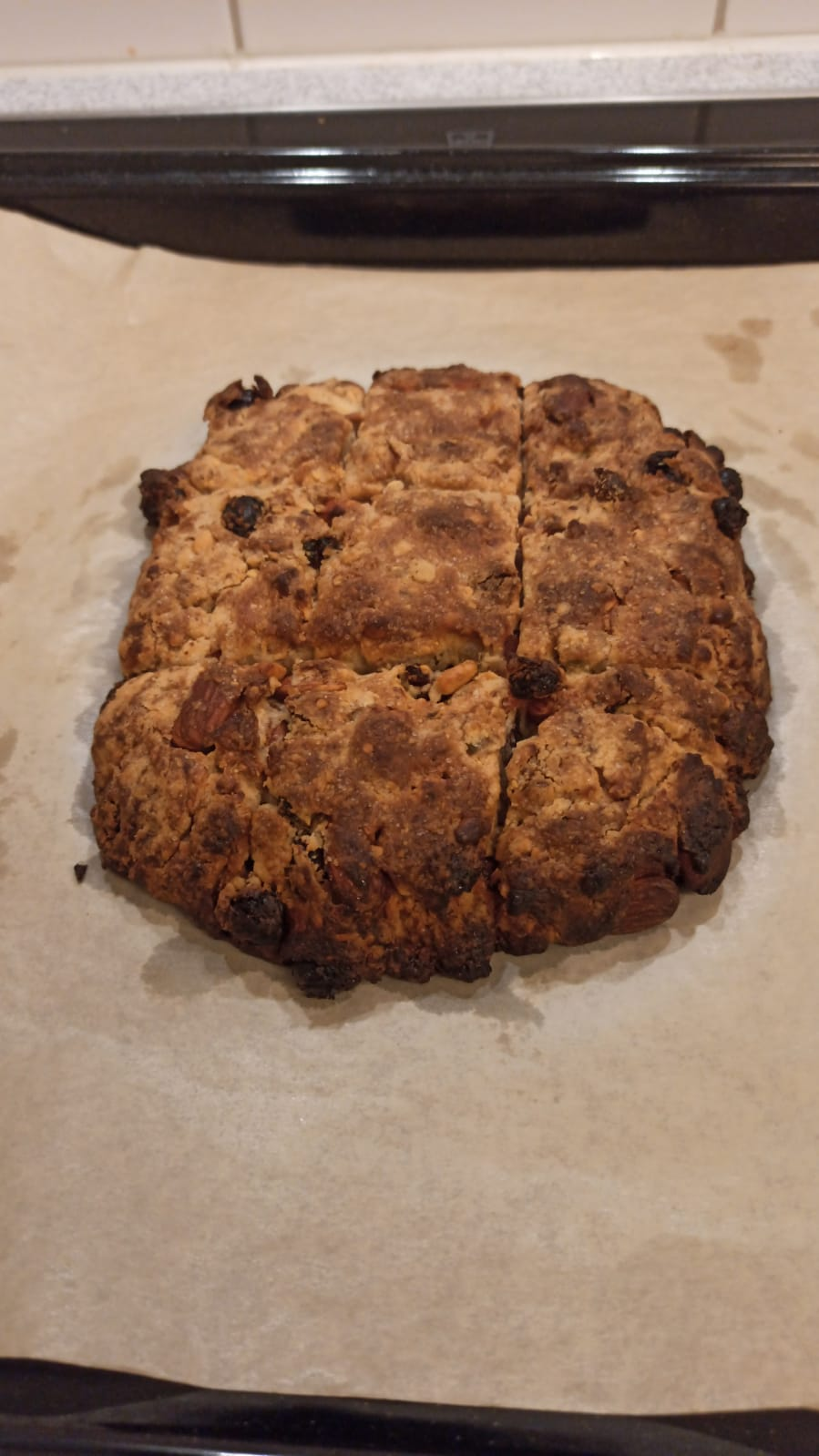
Pizza dolce di Beridde

- Roti – Indische Fladenbrote, einschließlich Chapati, Dalpuri und Varianten.[10]
- Samsa ist ein beliebtes Gericht in Süd-, Südost-, Zentral- und Südwestasien, mit Fleisch und Gemüse gefüllt.
- Yufka, unter anderem in der Türkei verbreitet, ist ebenfalls als Weltkulturerbe anerkannt.[11]

### Australien
- Damper – traditionelles australisches Kolonialbrot, ursprünglich ungesäuert

### Europa
- Bannockbrot – Ungesäuertes Brot mit Ursprung auf den britischen Inseln
- Crêpe – ein französischer ungesäuerter Pfannkuchen, der sowohl zum Frühstück als auch zum Nachtisch gegessen wird.
- Lefse – ein norwegisches Fladenbrot mit Kartoffeln als Hauptzutat
- Matzen – jüdisches Fladenbrot, das in religiösen Zeremonien verwendet wird
- Oblaten – Das in der christlichen Eucharistie verwendete Brot ist oft ungesäuert, häufig in Form einer kleinen knusprigen Waffel
- Piadina – aus der historischen Region Romagna in Italien, hergestellt aus Weizenmehl, Schmalz oder Olivenöl, Wasser und Salz.
- Pita – ein etwas dickeres, luftig-weiches griechisches Fladenbrot, faktisch identisch mit dem türkischen Pide. In Europa dient es oft der Zubereitung von griechischem Gyros Pita oder türkischem Döner Kebab. In Deutschland bilden Pide bzw. Pita als ungesäuertes Brot einen wichtigen Bestandteil des christlichen Agape-Mahls an Gründonnerstag (siehe oben).
- Pizza dolce di Beridde, auch Pizza Ebraica (ital. Jüdische Pizza) – ungesäuertes süßes Gebäck, typisch für die Stadt Rom.[12]
- Pizza Grundrezept mit Mehl, Öl und Wasser, abweichend vom üblichen Hefeteig[13]
- Rieska – Ungesäuertes Brot, traditionell in den nördlichen Teilen Finnlands meist aus Gerste hergestellt[14]